# Juris Podnieks
Juris Podnieks (5. prosince 1950 Riga – 23. června 1992 Zvirgzdu) byl lotyšský režisér, scenárista a producent dokumentárních filmů.
Byl synem rozhlasového hlasatele Borisse Podniekse. Vystudoval moskevský VGIK a pracoval v Rižském filmovém studiu jako kameraman, spolupracoval např. s Herzem Frankem na filmu O deset minut starší. Roku 1977 natočil svůj režisérský debut Kolébka, oceněný na festivalu Dok Leipzig. Dvojportrét lidových hudebníků Bratři Kokalové (1978) se odehrává na Lotyšském písňovém a tanečním festivalu. Ve filmu Souhvězdí Střelce (1982) vedl Podnieks rozhovory s pamětníky jednotek lotyšských střelců. Práci různých lotyšských sochařů přestavil ve filmu Sisyfos valí kámen (1985).
V lednu 1987 měl premiéru celovečerní dokumentární film Je lehké být mladý? Podnieks v něm vychází z aktuálního soudního procesu s mladíky, kteří cestou z hudebního festivalu zdemolovali vlak. Formou ankety zachycuje pocity nespokojenosti a bezvýchodnosti mezi sovětskou mládeží, zpovídá punkery, narkomany i příslušníky náboženských sekt, otevřeně popisuje generační traumata z černobylské havárie i z afghánské války. Film se stal klíčovým dílem období glasnosti a diváckým hitem, prodal se do 85 zemí světa, získal lotyšskou filmovou cenu Lielais Kristaps, státní cenu SSSR, cenu Nika, cenu FIPRESCI i výroční cenu Mezinárodní asociace dokumentaristů. Po vyhlášení lotyšské nezávislosti byl film zařazen do Lotyšského kulturního kánonu. Antra Cilinska natočila v roce 1998 film Je lehké být?, v němž mapuje další osudy lidí vystupujících v Podnieksově filmu.
Rozpad Sovětského svazu Podnieks zdokumentoval v pětidílném filmu Sověti (1989), vyznamenaném na festivalu Prix Italia. Občanskému hnutí za obnovení samostatnosti Lotyšska věnoval filmy Křížová cesta (1990) a Konec impéria (1991). Při natáčení protivládních protestů v Rize byl jeho štáb napaden pořádkovými jednotkami a Podnieksovi spolupracovníci Andris Slapiņš a Gvido Zvaigzne utrpěli smrtelná zranění. Režisér jim věnoval svůj poslední film Hodina ticha.
Podnieks zemřel tragicky ve věku 41 let. Po svatojánských oslavách s rodinou a přáteli byl nalezen utopený v jezeře Zvirgzdu Ezers nedaleko Kuldīgy, okolnosti režisérovy smrti nebyly nikdy přesně určeny. Na jeho počest bylo pojmenováno filmové studio v Rize Jura Podnieka Studija.